# Championnats d'Océanie de BMX 2024
Navigation
Édition précédente Édition suivante
Les championnats d'Océanie de BMX 2024 ont lieu le 18 février 2024 à Brisbane en Australie.

## Podiums
| Épreuves               | Or                   | Argent                  | Bronze               |
| ---------------------- | -------------------- | ----------------------- | -------------------- |
| Épreuves masculines    |                      |                         |                      |
| Élite hommes           | Joshua Mclean (AUS)  | Michael Bias (NZL)      | Jesse Asmus (AUS)    |
| Moins de 23 ans hommes | Oliver Moran (AUS)   | Bennett Greenough (NZL) | Jordan Callum (AUS)  |
| Junior hommes          | Preston Murray (AUS) | Finn Cogan (NZL)        | Jai Copland (AUS)    |
| Épreuves féminines     |                      |                         |                      |
| Élite femmes           | Sienna Pal (AUS)     | Leila Walker (NZL)      | Megan Williams (NZL) |
| Moins de 23 ans femmes | Bella May (AUS)      | Isabelle Schramm (AUS)  | Brooke Penny (NZL)   |
| Junior femmes          | Teya Rufus (AUS)     | Charlotte Guy (AUS)     | Kameli Jones (AUS)   |

## Tableau des médailles
| Rang  | Nation           | Or | Argent | Bronze | Total |
| ----- | ---------------- | -- | ------ | ------ | ----- |
| 1     | Australie        | 6  | 2      | 4      | 12    |
| 2     | Nouvelle-Zélande | 0  | 4      | 2      | 6     |
| Total | Total            | 6  | 6      | 6      | 18    |